# Weber (Mondkrater)
Weber ist ein Einschlagkrater auf der Mondrückseite.
Der Krater Weber liegt hinter dem nordwestlichen Mondrand, zwischen den größeren Kratern Birkhoff und Landau. In unmittelbarer Nähe befindet sich Sarton in südöstlicher Richtung.
Die Entstehungszeit des Kraters fällt in die nektarische Periode.
Weber hat einen Nebenkrater:
| Buchstabe | Position            | Durchmesser | Link |
| --------- | ------------------- | ----------- | ---- |
| N         | 48,47° N, 124,82° W | 21 km       |      |

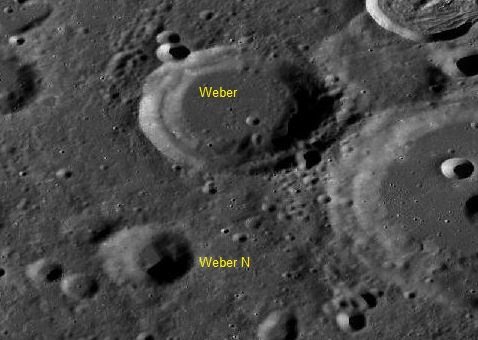
Weber mit seinem Nebenkrater, am rechten Bildrand ist Sarton zu sehen

Der Krater wurde 1970 von der IAU offiziell nach dem deutschen Physiker Wilhelm Eduard Weber benannt.